# Kohlenstaub

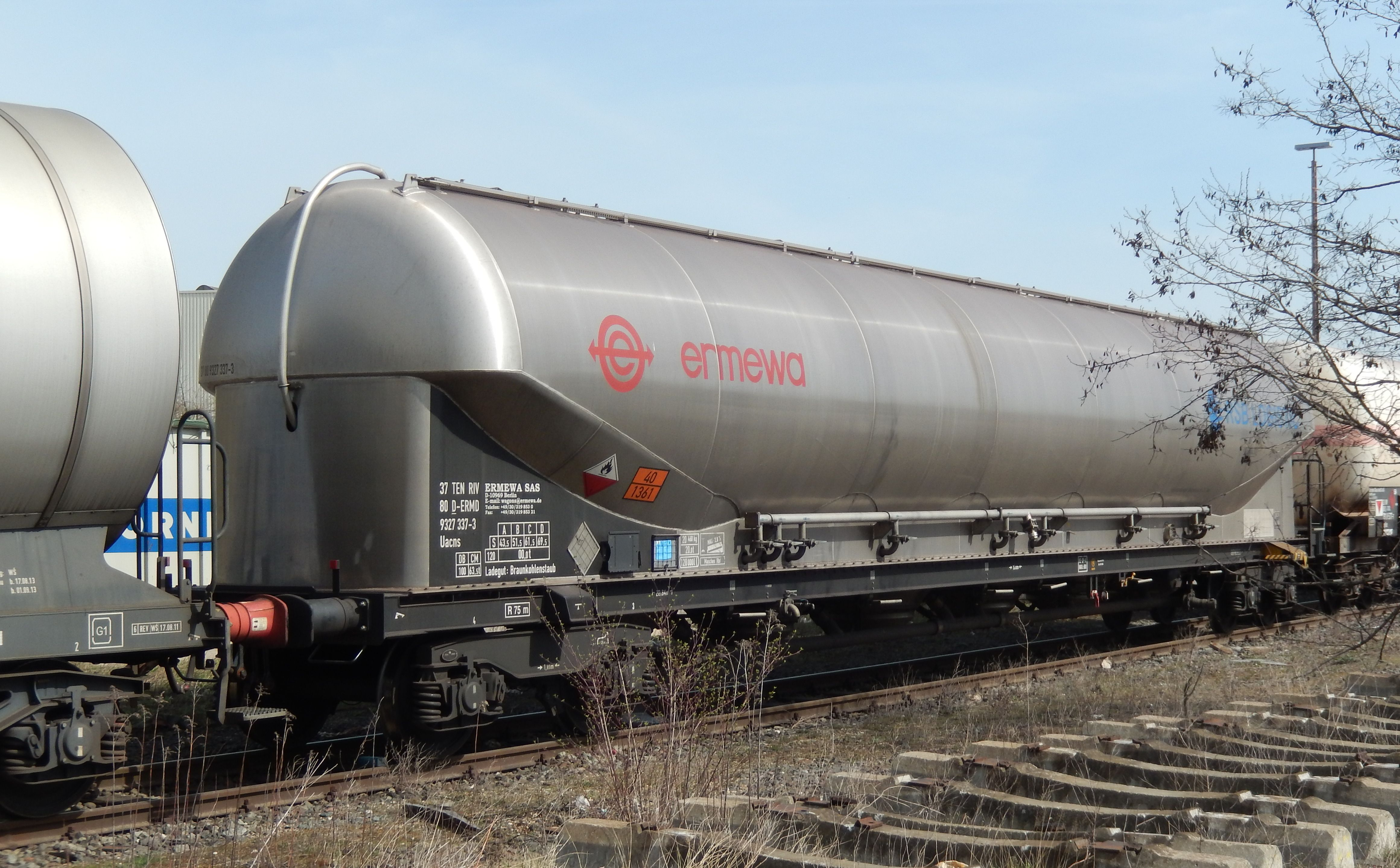
Silowagen zum Transport von Braunkohlenstaub, Gefahrentafel mit UN-Nummer 1361

Kohlenstaub ist staubförmige Braun- oder Steinkohle. Dieser Staub entsteht beim Abbauvorgang der Kohle in der Lagerstätte oder der Staub wird in Mahlanlagen gezielt hergestellt. Kohlenstaubpartikel haben eine maximale Korngröße von 0,5 mm. Gröbere Körnungen werden Kohlengrus genannt.
Kohlenstaub wird für die Feuerung in Kohlekraftwerken verwendet, wo er vor Ort erzeugt wird, sowie für die Fertigung von Briketts (Hausbrand). Gelegentlich wurde er bis in die 1970er Jahre in Dampflokomotiven verwendet. Da er aus den kleinsten Klassierungen hergestellt werden kann, ist er ein relativ günstiger Energieträger. Vorteil des Staubs gegenüber einer Rostfeuerung mit Industriebriketts ist die schnelle Anpassungsfähigkeit an geforderte Leistungsschwankungen.

## Feinstkohle

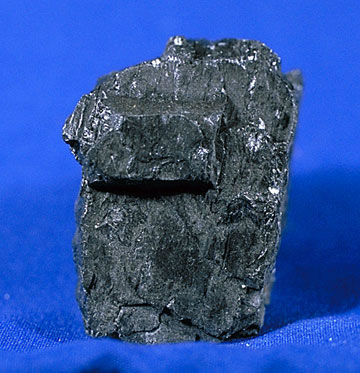
Steinkohle, hier: Anthrazitkohle

Anthrazit-Feinstkohle mit 75 % < 0,060 mm war ein Produkt der 2001 geschlossenen Zeche Niederberg in Neukirchen-Vluyn. Sie wurde unter dem Markennamen „Carborat“ vermarktet. Das Erzeugnis (trotz der Namensgleichheit nicht mit der chemischen Verbindung Carborat zu verwechseln) hatte Eigenschaften, die sich von anderen Kornklassen unterschieden. Es wurde sowohl als Brennmaterial, als auch als Grundstoff für die chemische Industrie verwendet. So wurde Carborat als Füllstoff verschiedenen Kunststoffen, wie etwa den Gehäusen von Autobatterien beigemischt. Auch Carbofol  bzw. NB-Folie, die als Dach-, Teich-, oder Deponie-, und Straßenfolie teilweise in riesigen Ausmaßen verlegt wurde, bekam durch Carborat als Füllstoff seine Eigenschaften. Ebenso fand Carborat als Zuschlag für Autoreifen und als Filterkohle für die Trinkwasseraufbereitung Verwendung. Es ließ sich ähnlich wie Öl in  Tankwagen transportieren und mit Förderluft durch Rohre und Schläuche fördern. Damit wurde Anthrazitkohle etwa so bequem und kostengünstig handhabbar wie Heizöl. Diese Eigenschaft erhielt das Produkt durch Mahlen in feinste Körnung im Bereich von Tausendstel Millimeter. Durch die fast vollständige Wasserfreiheit von < 1 % gab es zwischen den mikroskopisch feinen Körnern keine Haftbrücken und das Erzeugnis wurde fließfähig.

## Explosionsgefahr bei Mischung mit Luft
Kohlenstaub bildet mit Luft in bestimmten Konzentrationsgrenzen ein explosionsfähiges Gemisch und kann zu Staubexplosionen führen. Dies erfordert besondere Maßnahmen bei Transport und Lagerung. Im Kohlebergbau sind Kohlenstaubexplosionen eine häufige Ursache von Grubenunglücken. Als Gegenmaßnahme finden im Steinkohlenbergbau Wassertrogsperren und Gesteinstaubsperren Anwendung.
Für niederrheinische Braunkohle werden als untere und obere Explosionsgrenzen in Luft angegeben: UEG = 40 g/m3, OEG = 7000 g/m3.